# Härslövs distrikt
Härslövs distrikt är ett distrikt i Landskrona kommun och Skåne län. 
Distriktet ligger vid kusten, nordost om Landskrona distrikt. Delar av tätorten Landskrona infinner sig inom distriktet.

## Tidigare administrativ tillhörighet
Distriktet inrättades 2016 och utgörs av socknarna  Härslöv, Säby, Vadensjö, Örja i Landskrona kommun.
Området motsvarar den omfattning Härslövs församling hade vid årsskiftet 1999/2000 och som den fick 1995 när socknarnas församlingar gick samman.